# Scratch Orchestra
Scratch Orchestra (gegründet 1969, aufgelöst 1974 in London) war eine experimentelle britische Musikgruppe. Gegründet wurde sie von Cornelius Cardew, Michael Edward Parsons und Howard Skempton. Das Scratch Orchestra entstand aus Cardews Klasse für Experimental Music am Morley College in London. Verschiedenste experimentelle Musiker fanden zusammen. Sowohl Klassische Musiker, Jazz-, Improvisations- und Rockmusiker als auch bildende Künstler, vorwiegend aus den Bereichen Mixed Media und Performance, arbeiteten zusammen. Sie gaben ihr letztes gemeinsames Konzert 1974. Ihre Ideen wurden vielfach aufgegriffen. Ab 1974 entwickelte sich die Gruppe von Grund auf neu. Die Gruppe From Scratch entstand.
2017 wurde Scratch Orchestra Archive und The Scratch Cottage auf der documenta 14 ausgestellt.

## Schriften (Auswahl)
- Scratch Music von Cornelius Cardew (englisch), The MIT Press,  1974, ISBN 978-0-262-53025-5